# Рабин Моша Давид Алкалај (хахам Бухор)
Рабин Моша Давид Алкалај (хахам Бухор), (Београд, 1832 – Беч, 1901) био је писац, издавач, вероучитељ и рабин. Стекао је велике заслуге за београдско Јеврејство издавањем својих књига.

## Биографија
Рабин Моша Давид Алкалај или како су га кратко звали: Хахам Бухор, потекао је из куће познатих београдско-земунских Јевреја. Још као младић помагао је оцу Давиду око штампања и издавања књига на шпанском и хебрејском језику. По одласку оца у Беч 1869. године, наставио је самостално да води посао. Био је вешт писац и издавач многих књига. Превео је многа дела са шпанског и ладино језика на хебрејски и обрнуто. Превео је на шпански и објавио књигу од Верге: „Шевет Јехуда”. Написао је низ публикација из веронауке, уџбенике за јеврејску граматику, читање и рачунање, и 1868. године приредио и издао је књигу: „Маасе Моше” у два дела, и изреке Талмуда по азбучном реду, које су биле заоставштина Рабина Моше Халевија, из Софије.
Био је учитељ хебрејског језика у школи Талмуд-Тора, у Београду. Као верски учитељ познат је под именом Бухор. Утицао је на идеје Теодора Херцла, творца модерног ционизма. Један је од оснивача првог Народно-јеврејског академског друштва „Кадима”, у Бечу.
Рабин Моша Давид Алкалај стекао је велике заслуге за београдско Јеврејство издавањем својих књига. Његове књиге одговарале су духу ондашњих потреба и он се старао да, поред школских уџбеника, преведе и изда на шпанском језику и друге популарне књиге за народ. Штампано је у том времену још разних школских и молитвених књига, делом јеврејских са шпанским преводом, или само шпанских, такозваних „ладино”.
Био је заменик београдског рабина од 1880. до 1882. године. После очеве смрти, 1882. године, преселио се у Беч, где је обављао дужност сефардског рабина до своје смрти. Умро је 1901. године и његови посмртни остаци пренесени су на Јеврејско ново гробље у Београду. Његову библиотеку од неколико стотина јеврејских књига, поклонио је његов син, Д-р Давид Алкалај, Јеврејској библиотеци у Београду. 